# 謝拉茲縣

51°36′N 18°45′E / 51.600°N 18.750°E
謝拉茲縣（波蘭語：Powiat sieradzki），是波蘭的縣份，位於該國中部，由羅茲省負責管轄，首府設於謝拉茲，面積1,491平方公里，2006年人口121,013，人口密度每平方公里81人。